# 杉山公園

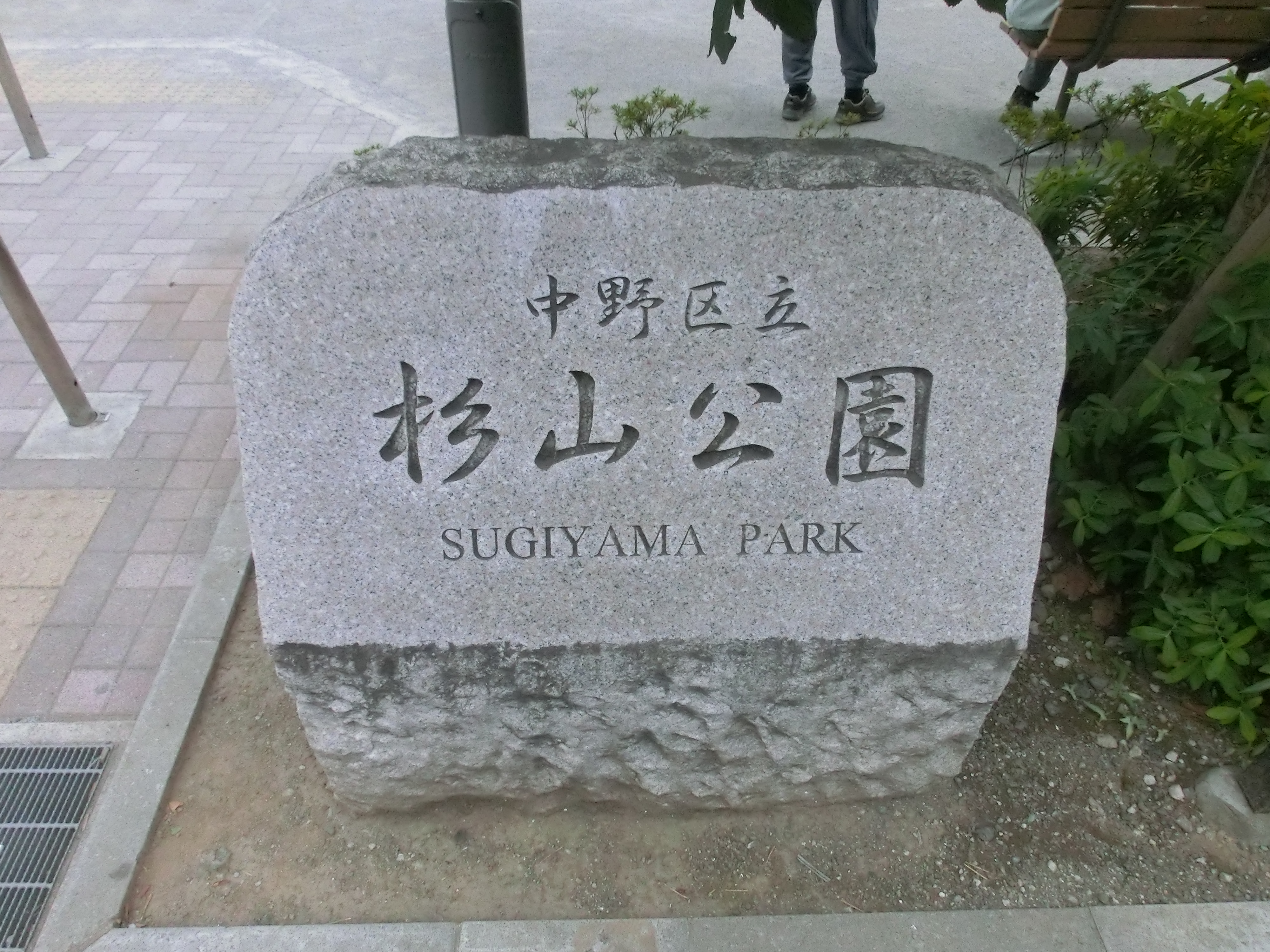
杉山公園入口の石碑

杉山公園（すぎやま こうえん）は、東京都中野区本町六丁目にある区立公園。
名称は実業家・杉山栽吉より。

## 概要

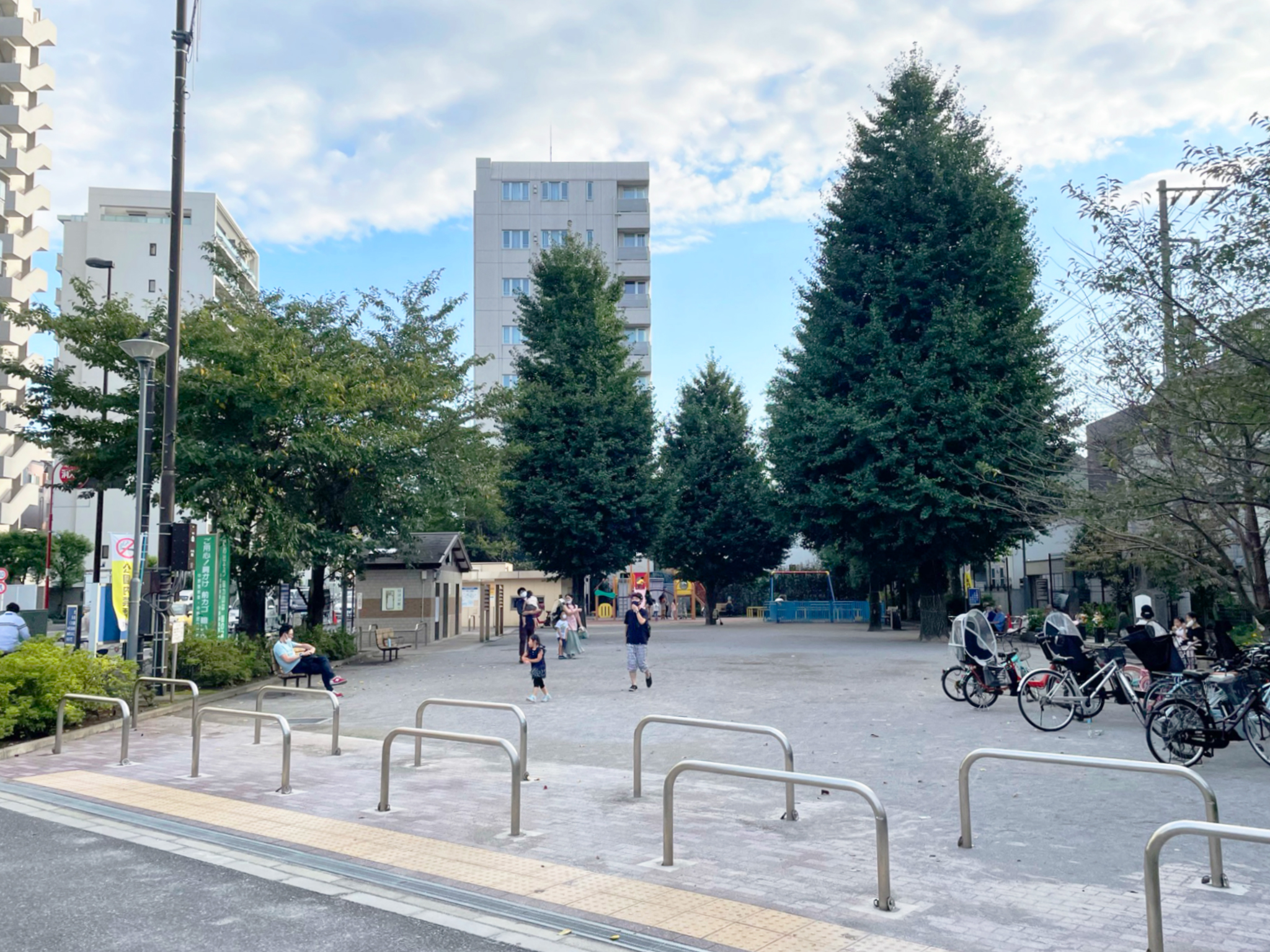
青梅街道側から見た杉山公園

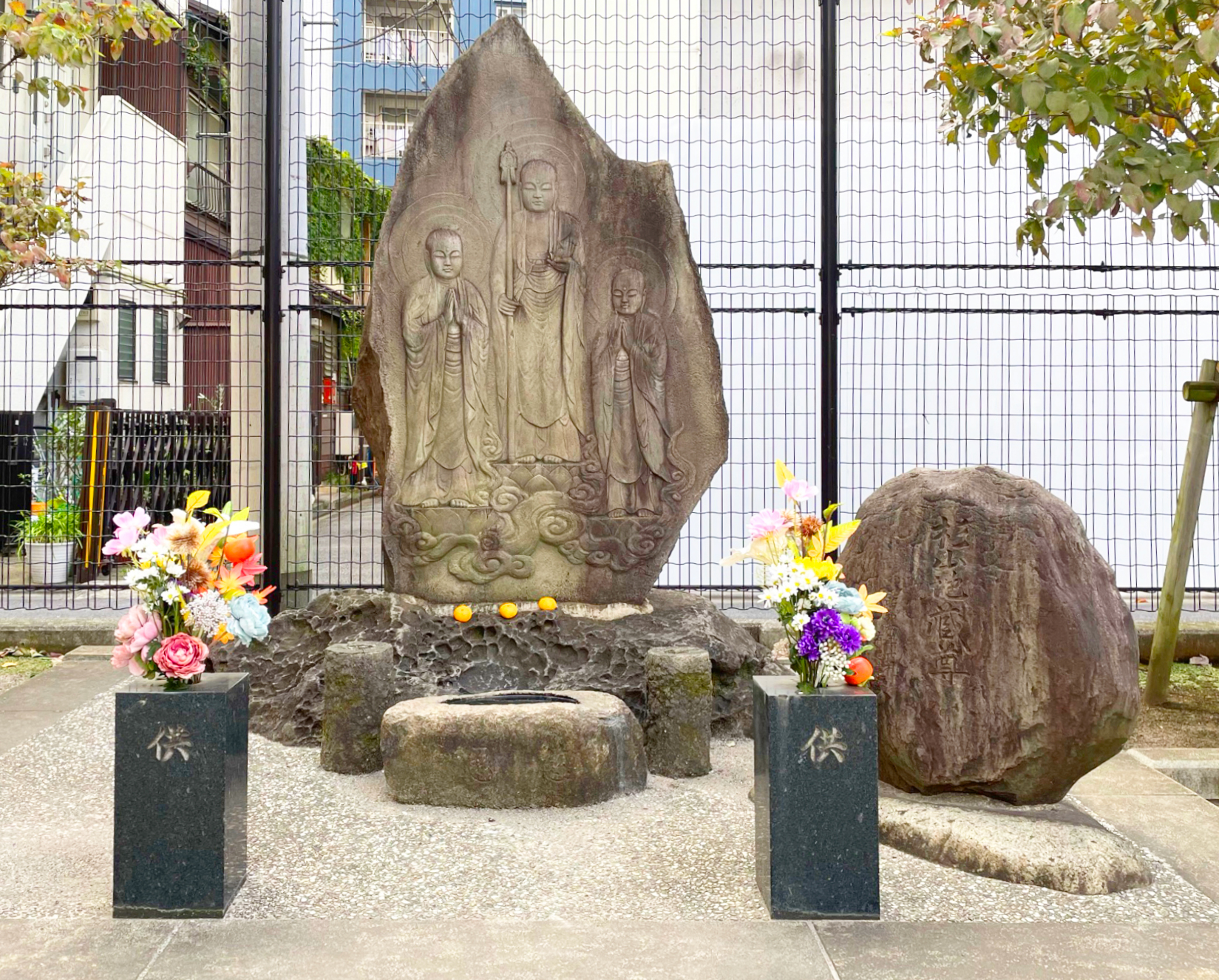
杉山地蔵尊。隣の石碑には「杉山一家嗣なく血統絶ゆるも/代々の精霊は永くここに/鎮りて中野町の繁栄と/其の住民の幸福を/祈らむ」と彫ってある。

東京メトロ丸ノ内線新中野駅荻窪方面出入口（1番出入口）近くに所在する敷地面積1294.91㎡の小さな公園であるが、主要幹線道路の青梅街道と中野通りの交差点に位置するため知名度が高い。道路交通情報では道路指標として放送されており、都内を走行するタクシードライバーやバス運転手の間では高い知名度で知られている。
園内にはこの土地を寄贈した明治時代の実業家・杉山裁吉(すぎやまさいきち)にちなむ親子三体の「杉並地蔵尊」を彫った石碑が設置されている他、幼児向けの遊具とベンチも設置されている。
2008年9月から地下駐輪場建設ならびに園内整備のため一時閉鎖。2009年4月に有料駐輪場（収容台数240台）が新設された。整備前は北側に設置されていた公衆トイレが東側へ移設され、車椅子でも利用可能な多機能トイレが設置されている。

## 由来
杉山公園は、明治時代の実業家であった杉山裁吉(すぎやまさいきち)の邸宅があった場所である。杉山は、愛娘の杉山みさをの病気療養のため、当時、豊かな田園地帯であったこの地に居をかまえた。が、みさをは療養のかいもなく1908年(明治41年)に25歳の若さで死去し、杉山の夫人も1925年(大正14年)に世を去った。それを機に、杉山裁吉は邸宅と土地を当時の中野町に寄付し、親子三体の地蔵尊を彫った石碑「杉山地蔵尊」を建立した。裁吉が1931年(昭和6年)に死去したあと、東京市は1934年(昭和9年)3月にこの地を杉山公園として開園した。

## その他
公園内にホームレス（浮浪者）が集まることから幼児を連れ遊びに来る保護者から中野区への苦情件数が多い。
夏季には夏祭りと盆踊り大会が開催される。

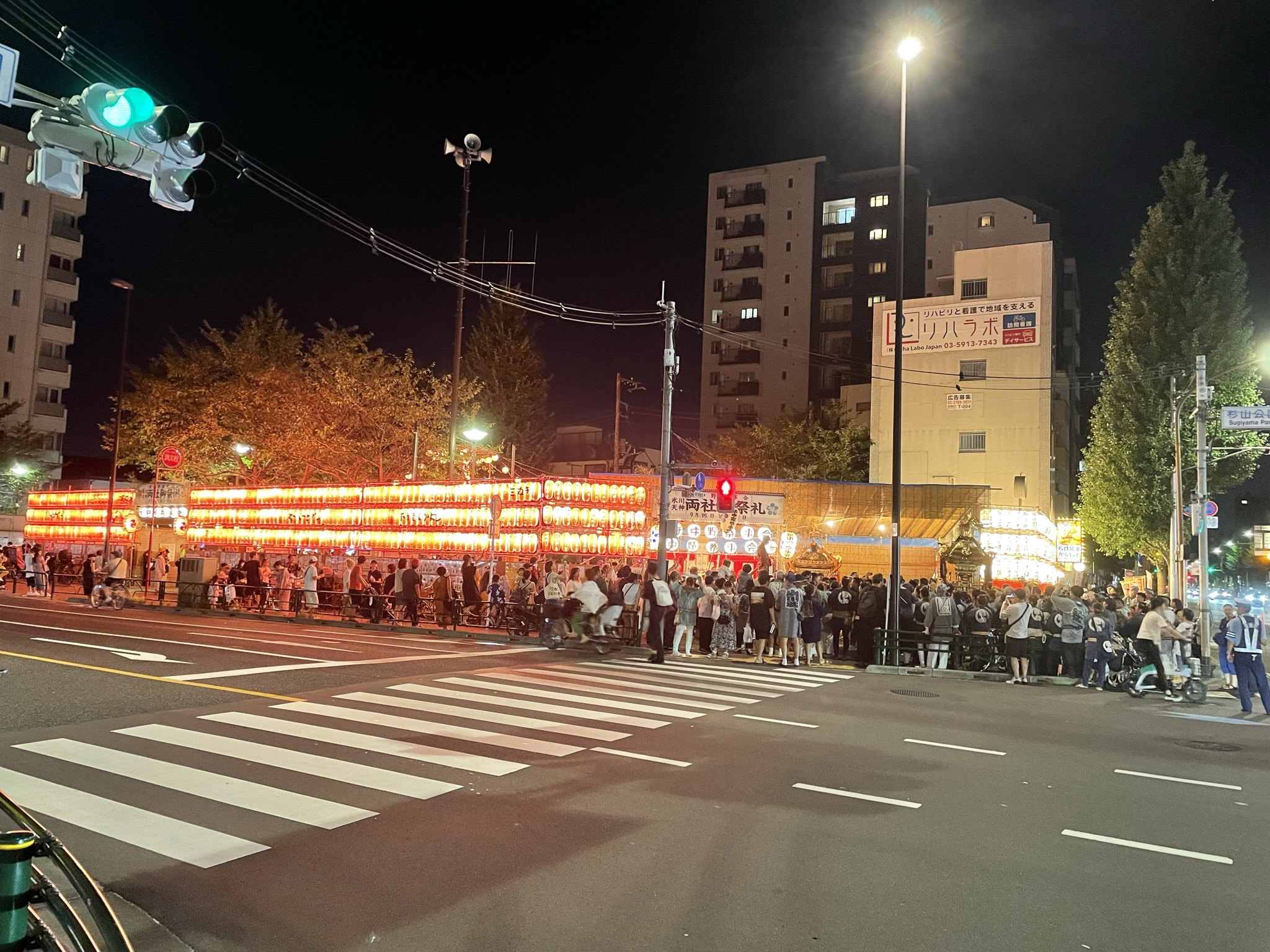
夏祭りの遠景。神輿も見える。
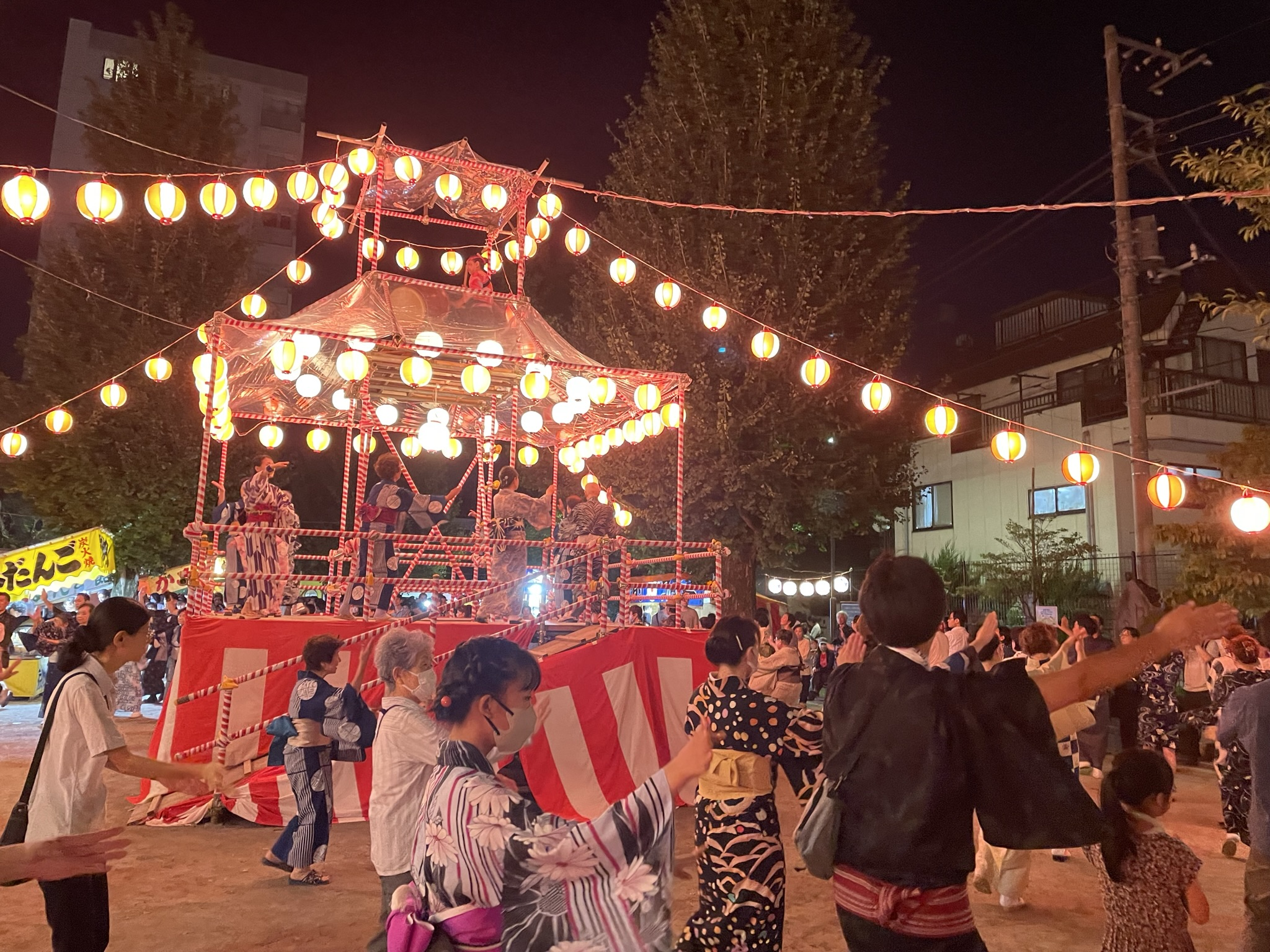
夏祭りの盆踊り。

## 住所
- 東京都中野区本町六丁目15号

## 交通
- 東京メトロ丸ノ内線新中野駅1番出入口付近より徒歩1分
- 京王バス 宿45・渋63・中82 「杉山公園」下車